# 骨傘

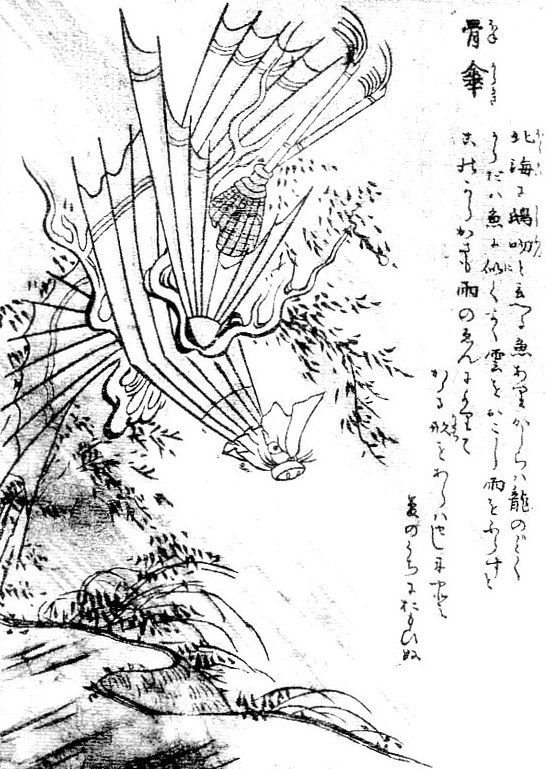
鳥山石燕『百器徒然袋』より「骨傘」

骨傘（ほねからかさ）は、鳥山石燕の『百器徒然袋』に描かれる日本の妖怪である。
和紙がはがれて骨ばかりとなった古い唐傘（からかさ）が、火をまとって宙を舞う姿で描かれており、石燕による解説文中には「北海に鴟吻（しふん）と言へる魚あり かしらは龍のごとく からだは魚に似て 雲をおこし雨をふらすと このからかさも雨のゑんによりてかかる形をあらはせしにやと 夢のうちにおもひぬ」とある。鴟吻（鴟尾）は日本における鯱（しゃちほこ）の原型であり、雨を呼ぶ火災よけの飾りとして屋上に設置されるものである点から、石燕は雨から傘を連想しこの「骨傘」を描いたのではないかと考えられている。

## 平成以降の解説
漫画家・水木しげるの著作では、風もないのに傘を勢いよくひらいて骨だけにしてしまうあるいは、古びた傘が温度と湿り気によってこの妖怪となり、踊りだす、と解説されている。